# Anassila
Anassilao di Reggio, citato anche come Anassila (in greco antico: Ἀναξίλας?, Anaxilas; ... – 476 a.C.), fu tiranno di Reghion.
Egli operò il primo importante tentativo di unire politicamente in un'unica metropoli le città di Rhegion (l'attuale Reggio Calabria) e Zancle (l'attuale Messina). Inoltre Anassila portò Reggio al suo maggiore periodo di potenza politica e militare, facendola diventare un ricco e importante centro della Magna Grecia.

## La vita
Le notizie sulla vita di Anassilao di Reggio non sono molto ricche ma di lui ci parlano Aristotele, Dionisio di Alicarnasso, Erodoto e Diodoro Siculo. Erodoto, in particolare, lo indica figlio di Cratine (7, 165-166).
Era figlio della discendenza messenica che si aggregò ai fondatori calcidesi della città di Rhegion. Il suo nome (Anaxilas) appare tra i vincitori dei giochi olimpici (tra il 500 a.C. ed il 476 a.C.) trionfante nella corsa con le bighe.

### Il campione olimpico
Anassila partecipò alla 73ª olimpiade (480 a.C.) nella gara dei carri trainati da muli. Aristotele ci informa che dopo la vittoria egli organizzò un grande e sontuoso banchetto al quale invitò tutti i greci presenti ad Olimpia.
Rientrato a Reggio per celebrare il suo trionfo coniò una moneta d'argento in cui è raffigurato un auriga seduto nella biga alla guida della baldanzosa coppia di mule. Infine chiese al famoso poeta Simonide di Ceo di comporre un epinicio per la sua vittoria, del quale ci resta solo il primo verso tramandatoci da Aristotele:
(Simonide)
Secondo Aristotele Simonide rifiutò di cantare perché mal remunerato - la vittoria di un carro trainato da mule, motivando tale rifiuto con lo scarso valore di quegli animali che altro non sono che figlie degli asini. Appena però Anassila, alzò la ricompensa, le mule vennero prontamente celebrate; eppure, fa notare Aristotele (Retorica 1405b 24), i padri delle mule rimanevano pur sempre degli asini.

### Il tiranno
Nel 494 a.C. il condottiero messeno occupa l'acropoli reggina e, rovesciando l'oligarchia che dominava la polis, sale al potere dando inizio alla sua tirannide. Molto probabilmente Anassila approfitta della crisi interna del governo che, incapace di contenere l'espansionismo di Ippocrate tiranno di Zancle e Gela, individua nel messeno l'unico in grado di controllare la minacciosa situazione. Morto Ippocrate nel 491 a.C., Anassila passa lo stretto con un consistente esercito di Messeni, scaccia i Samii e cadmi e conquista Zancle, che ribattezza Messana in onore della patria d'origine da cui provenivano i suoi antenati, la Messenia.
Anassila porta quindi Rhegion ad essere uno dei centri più importanti del Mediterraneo, accrescendone la potenza economia e politica.
Quando Terone, tiranno di Akragas, espelle da Imera il tiranno Terillo, Anassila, che di questi avevi sposato la figlia Cidippe, è costretto a intervenire. Chiede l'aiuto dei Cartaginesi di Amilcare, a cui consegna i figli in pegno. Lo scontro tra la coalizione calcidese-punica (Reggio, Messana, Imera e Cartagine) e quella dorica (Siracusa, Gela e Akragas) era dunque imminente, ma mentre i Dorici erano già pronti all'attacco al momento dello sbarco delle ingenti forze cartaginesi ad Imera, Anassila non fa in tempo ad aggregarsi ad Amilcare per l'estrema tempestività dell'attacco di Gelone al campo cartaginese. La battaglia di Imera è un trionfo per Gelone e Terone.
Successivamente (forse nel 477 o 476 a.C.), Anassila medita di attaccare la vicina Locri Epizefiri, infrangendo una antica alleanza tra Reggio e Locri che aveva portato alla comune vittoria contro Kroton nella battaglia sul fiume Sagra del 580 a.C. Gerone, tiranno di Siracusa, interviene e invia il cognato Cromio per dissuadere Anassilao, che è costretto a desistere.
Anassila muore forse nel 476 a.C.
Una testa elmata che è stata da Pandermalis riconosciuta come ritratto ideale di Anassila è riprodotta in una copia conservata nella collezione del Museo regionale di Messina.